# 本町交差点 (新潟県)
| 国道7号標識 | 国道8号標識 | 国道17号標識 | 国道113号標識 | 国道116号標識 | 国道289号標識 | 国道350号標識 | 国道402号標識 | 新潟県道565号標識 |

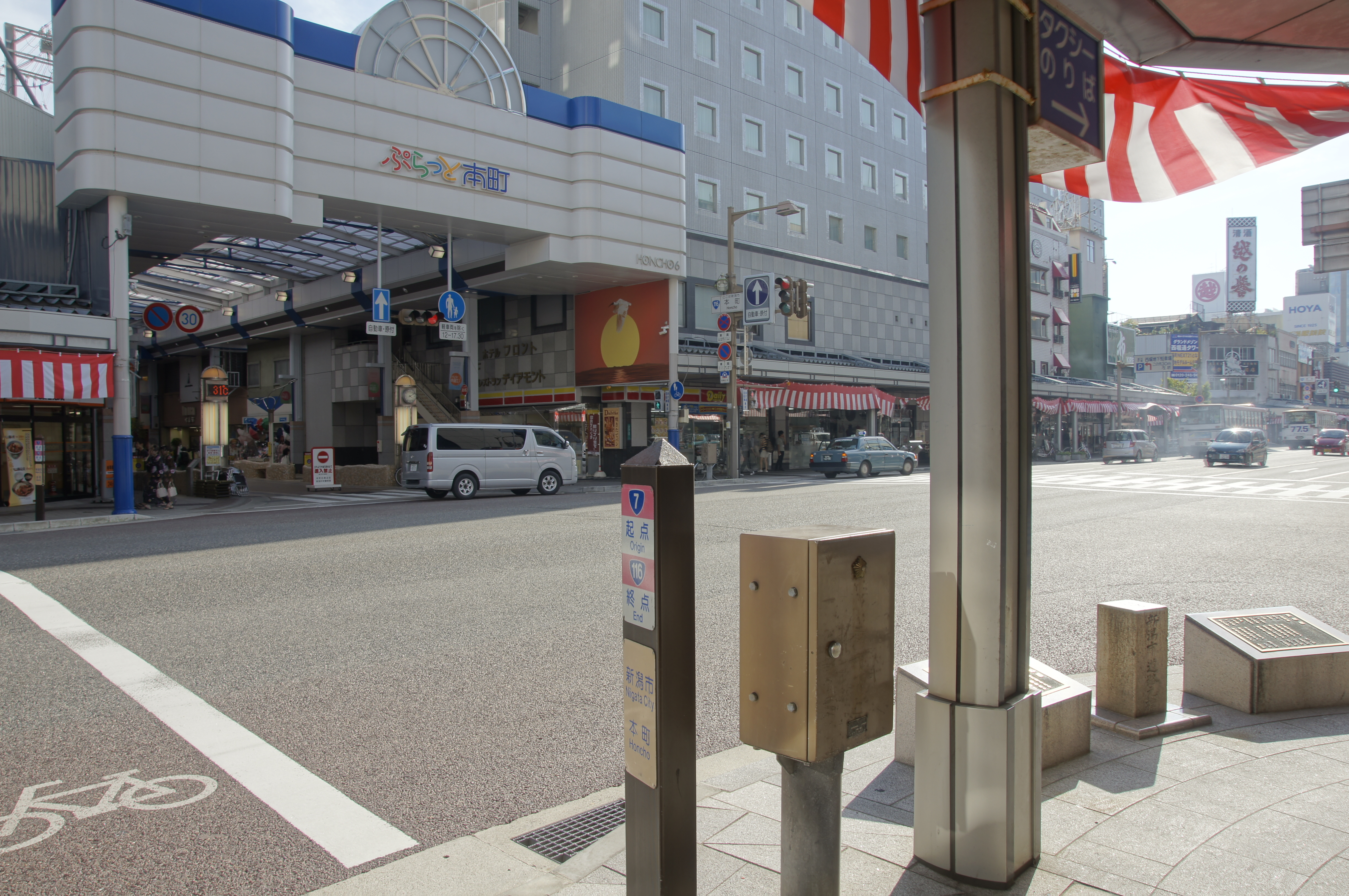
国道116号方面。写真右下に道路元標がみえる。2011年8月7日撮影。

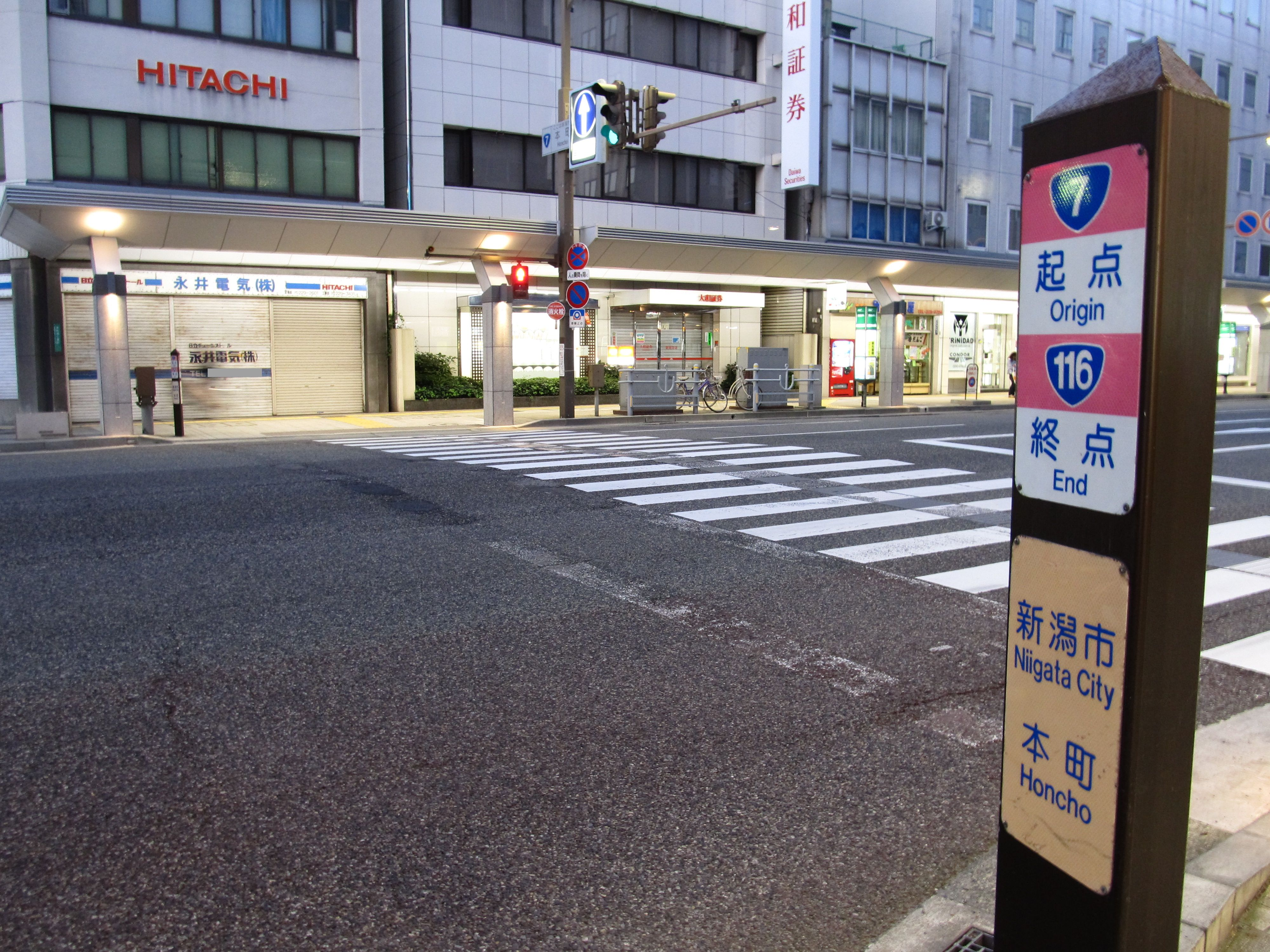
国道7号、萬代橋方面。2014年10月11日撮影。

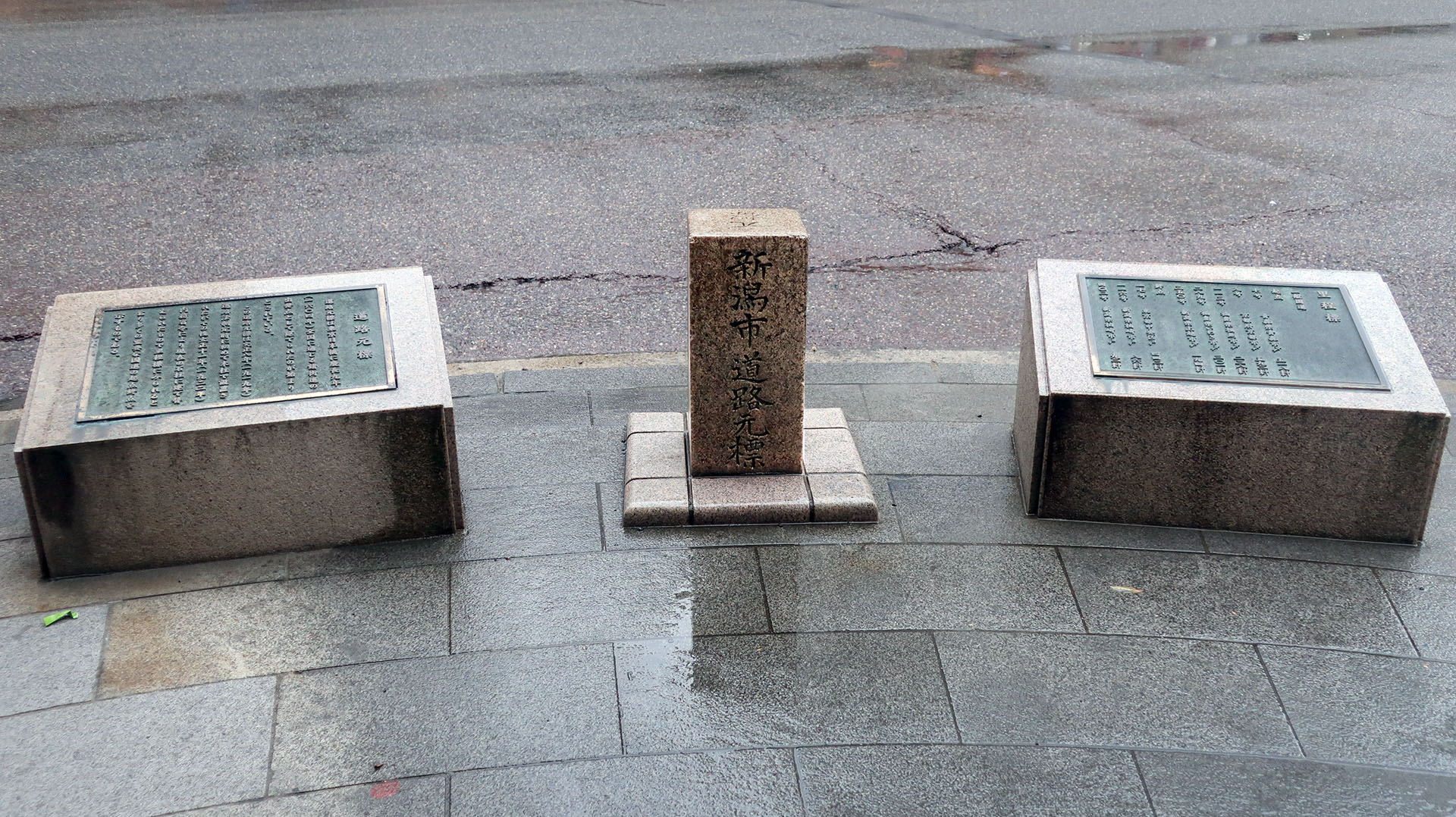
新潟市 道路元標。2019年4月30日撮影。

本町交差点（ほんちょうこうさてん）は、新潟県新潟市中央区にある交差点である。

## 概要
国道7号・8号・17号をはじめとする、一般国道8路線の起終点が集中している。これは高知県高知市の県庁前交差点と並んで日本最多である。また、8路線の起終点を示す標識である、道路元標が設置されている。
ここに国道8路線の起終点が集中した理由は、新潟市が本州日本海側の最大都市であることと、地理的要因として阿賀野川・信濃川の2大河川が流入し、これら河川に沿って並行する道路が発達してきたことによる。新潟市には周辺に大きな市街地がないことからも、道路法が国道の指定要件である「主要な都市間を結ぶ道路」という規定によって、新潟市の周辺で事実上終わる国道路線であっても、法律の縛りによって新潟市まで起終点を引っ張ってくる必要があるためでもある。 
- 東 - 国道7号・国道8号・国道17号・国道113号・国道350号
- 西 - 国道116号・国道289号・国道402号
- 北 - 新潟県道565号郷土資料館線
- 南 - 新潟市道一番堀通町本町通線

## 当交差点を起点とする国道
- 国道7号（終点：青森県青森市）
- 国道8号（終点：京都府京都市下京区）
- 国道113号（終点：福島県相馬市）
- 国道289号（終点：福島県いわき市）
- 国道350号（佐渡島経由、終点：新潟県上越市）

## 当交差点を終点とする国道
- 国道17号（起点：東京都中央区日本橋）
- 国道116号（起点：新潟県柏崎市）
- 国道402号（海岸線経由、起点：新潟県柏崎市）

## 当交差点からの距離

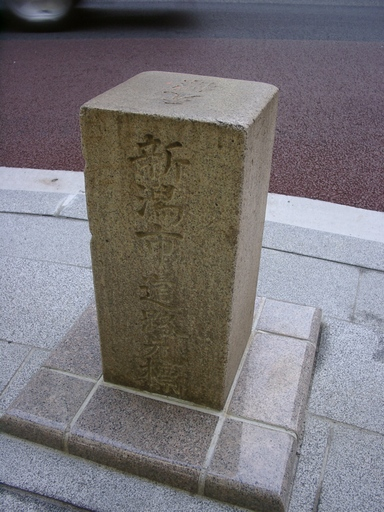
新潟市道路元標

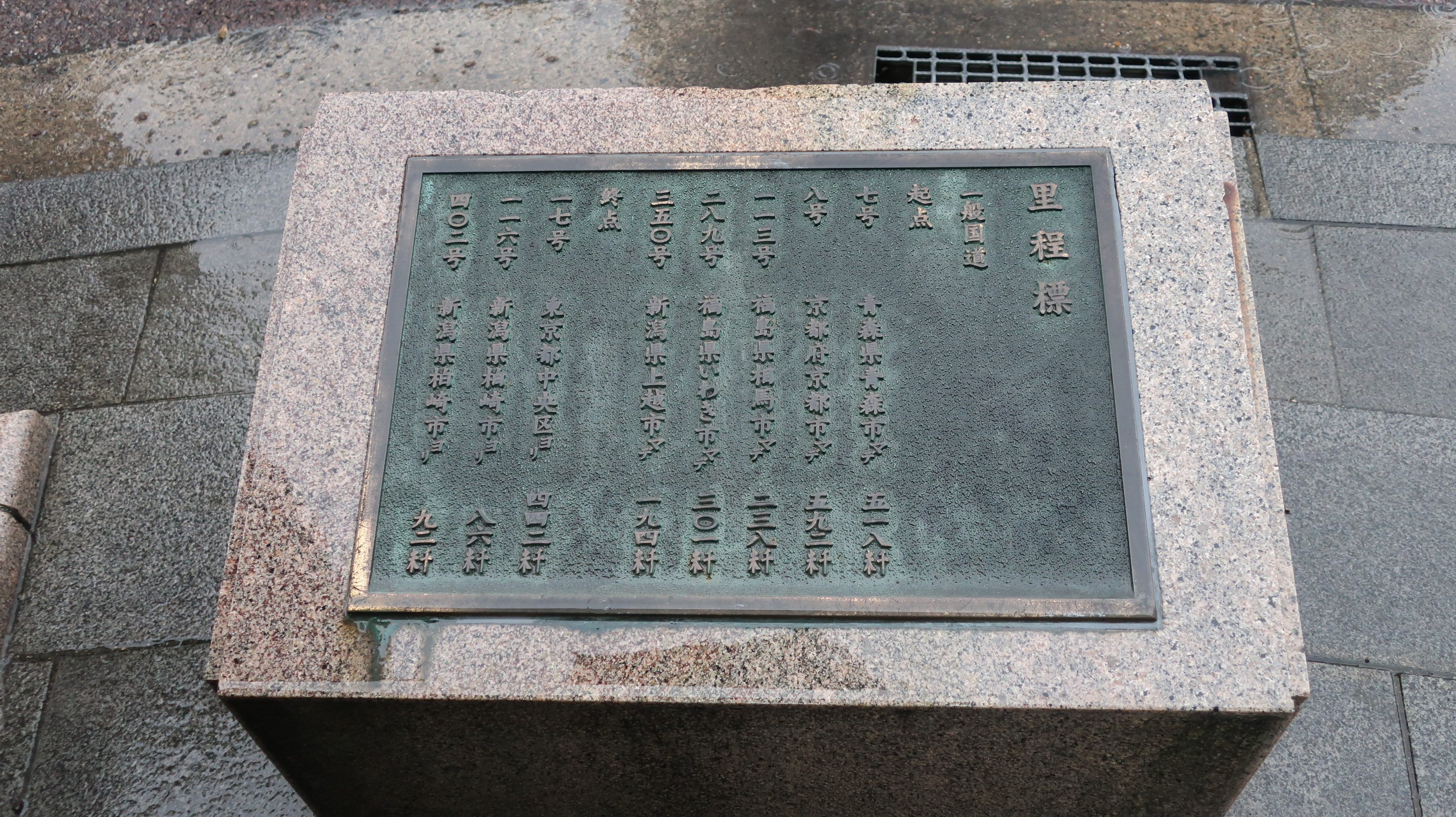
新潟市道路元標の里程標。2019年4月30日撮影

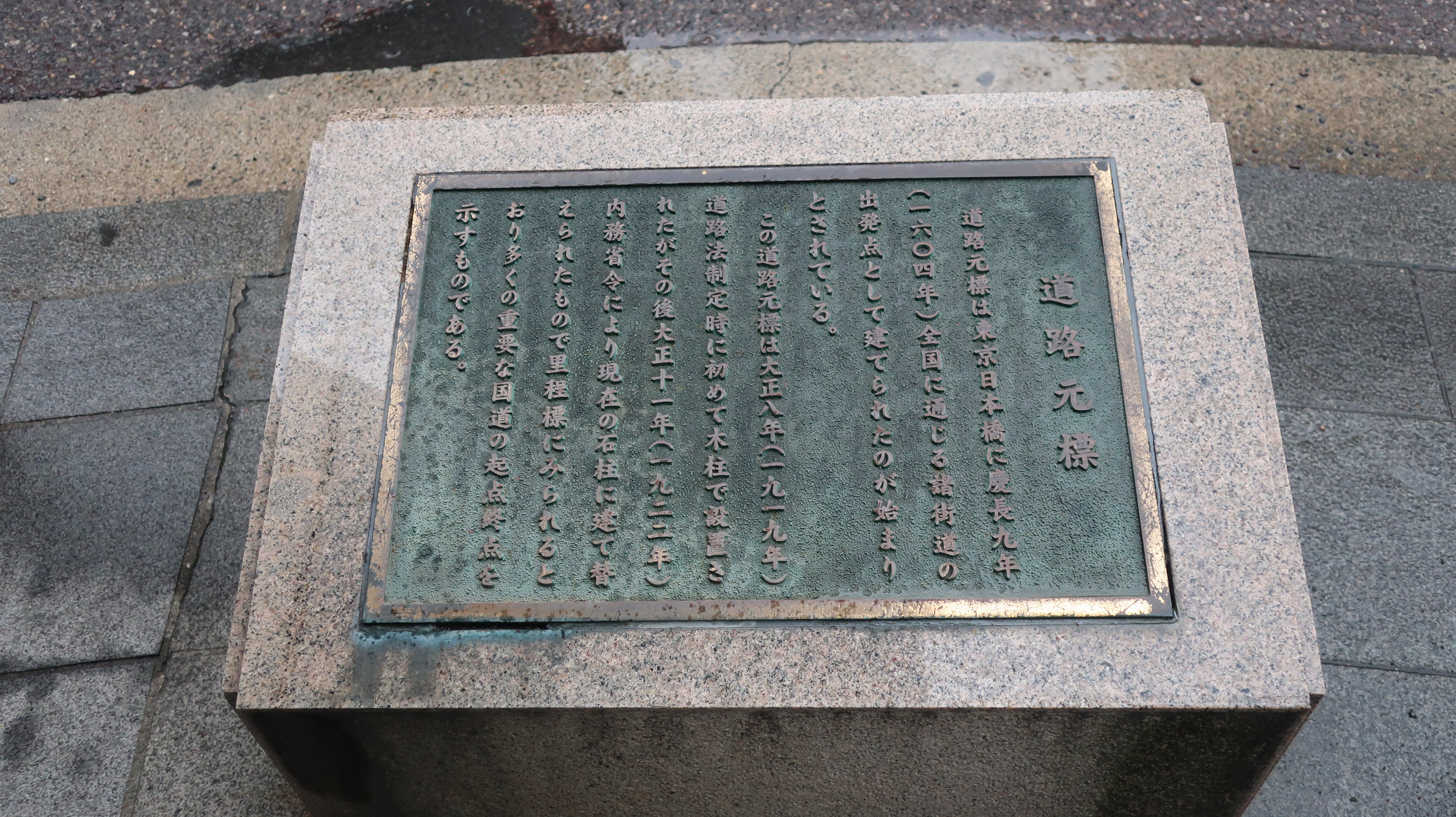
新潟市道路元標の説明。2019年4月30日撮影

### 国道7号 酒田・村上・新発田方面
- 酒田 170km
- 村上 66km
- 新発田 30km

### 国道8号 上越・長岡・三条方面
- 上越 137km
- 長岡 64km
- 三条 39km

### 国道17号 みなかみ・小千谷・見附方面
- みなかみ 194km
- 小千谷 82km
- 見附 51km

### 国道113号 南陽・長井・胎内方面
- 南陽 128km
- 長井 118km
- 胎内 42km

### 国道116号 柏崎方面
- 柏崎 78km

### 国道289号 燕方面
- 燕 39km

### 国道350号 新潟港方面
- 新潟港 3km

### 国道402号 出雲崎方面
- 出雲崎 61km

## 周辺
- 第四北越銀行本店
- 新潟国際情報大学新潟中央キャンパス - 経営破綻した新潟中央銀行の本店跡地。
- カントリーホテル新潟
- ホテルディアモント新潟